# Бойлесен, Николай
Николай Мёллер Бойлесен (дат. Nicolai Møller Boilesen; род. 16 февраля 1992[…], Баллеруп, Копенгаген) — датский футболист, игравший на позиции левого защитника. Выступал за сборную Дании. Полуфиналист чемпионата Европы 2020 года.

## Клубная карьера

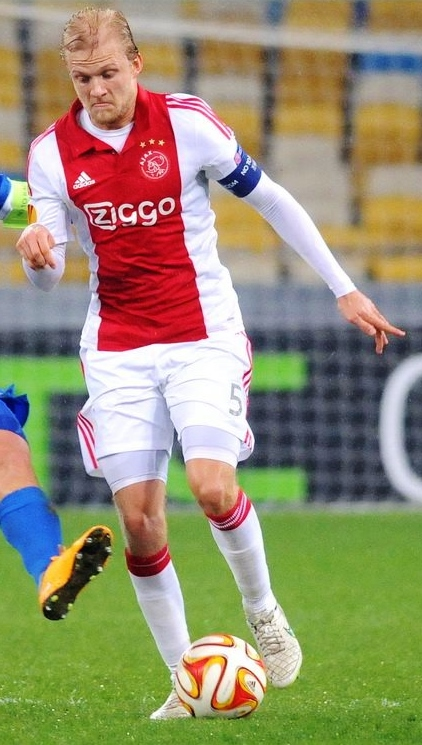
Бойлесен в составе «Аякса»

Бойлесен начал заниматься футболом в любительской команде «Лилле Хама». В 2004 году он был принят в футбольную академию клуба «Брондбю». Удачные выступления Николая за молодёжную команду заинтересовали многие европейские клубы. Интерес к защитнику проявляли «Манчестер Юнайтед», «Челси» и «Фиорентина».
В 2009 году за 500 тыс. евро Бойлесен перешёл в амстердамский «Аякс» и до 2011 года выступал за молодёжную команду клуба. Первый сезон был омрачён чередой травм, которые обрушились на Николая. В 2010 году он был включён в заявку команды на сезон. 3 апреля 2011 года в матче против «Хераклеса» он дебютировал в Эредивизи, заменив в начале второго тайма Дейли Блинда. В сентябре того же года в поединке против ПСВ Бойлесен в столкновении с Джермейном Ленсом получил травму подколенного сухожилия и выбыл из строя до февраля 2012 года. 16 февраля в поединке Лиги Европы против английского «Манчестер Юнайтед» Николай получил рецидив травмы. Эта травма оставила его вне игры на целый сезон.
Летом 2013 года в матче Суперкубка Нидерландов против АЗ Николай вернулся на поле. 10 ноября в поединке против НЕК он забил свой первый гол за «Аякс». В составе амстердамского клуба Бойлесен четыре раз стал чемпионом Нидерландов, а также стал обладателем Суперкубка страны.
Летом 2017 года Бойлесен перешёл в «Копенгаген». 15 июля в матче против «Ольборга» он дебютировал в датской Суперлиге. 26 ноября в поединке против «Люнгбю» Николай забил свой первый гол за «Копенгаген». В этом же году он помог клубу выиграть чемпионат и завоевать Кубок Дании.
В мае 2025 года объявил о завершении игровой карьеры по окончании сезона.

## Международная карьера
В 2011 году в составе молодёжной сборной Дании Бойлесен принял участие в домашнем чемпионате Европы. На турнире он сыграл в матчах против команд Швейцарии, Беларуси и Исландии.
В 2011 году Бойлесен дебютировал за сборную Дании. 15 ноября 2013 года в товарищеском матче против сборной Норвегии Николай забил свой первый гол за национальную команду.

### Голы за сборную Дании
| # | Дата           | Место          | Противник | Счёт | Результат | Соревнование      |
| - | -------------- | -------------- | --------- | ---- | --------- | ----------------- |
| 1 | 15 ноября 2013 | Хернинг, Дания | Норвегия  | 2:1  | 2:1       | Товарищеский матч |

## Достижения
Командные
«Аякс»
- Чемпионат Нидерландов по футболу — 2010/11, 2011/12, 2012/13, 2013/14
- Финалист Суперкубка Нидерландов — 2014

«Копенгаген»
- Чемпионат Дании по футболу — 2016/17
- Обладатель Кубка Дании — 2016/17

Индивидуальные
- Молодой футболист года в Дании — 2011